# دلینی اسپولدینگ
دلینی اسپولدینگ (انگلیسی: Delaney Spaulding؛ زادهٔ ۹ مهٔ ۱۹۹۵) بازیکن سافت‌بال است.
وی در مسابقات کشوری و بین‌المللی در مجموع برندهٔ ۱ مدال نقره شده‌است.